# Carúpano

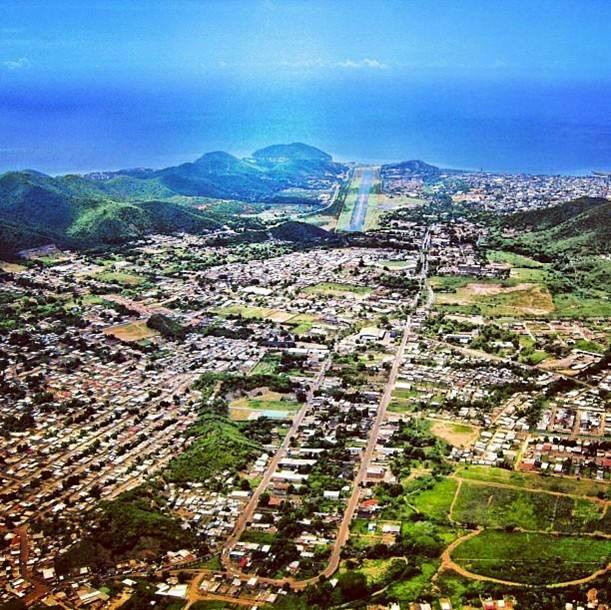
Vista aérea de la ciudad de Carúpano.

Carúpano es una ciudad del Estado Sucre, Venezuela, cuya población basada en los datos del último censo poblacional realizado en Venezuela en el año 2011 es de 138 798  habitantes, ubicada geográficamente en la costa al noreste de la región, a 120 km de Cumaná, la ciudad capital del estado y a unos 500 km de Caracas, es un centro de pesca muy importante para el país y tuvo uno de los puertos más antiguos de América Latina. Cuenta con 2 parroquias, a saber: Santa Catalina y Santa Rosa, y 5 si se cuenta todo el municipio. 
Carúpano es el segundo centro urbano más grande del Estado Sucre, concentrando servicios administrativos, portuarios, educacionales, salud, y sedes comercializadoras de productos agrícolas y pesqueros del Municipio Bermúdez. La unión de los diferentes factores geográficos, climáticos, escénicos y humanos, junto a la gran extensión de sus costas, le otorgan un gran atractivo turístico.

## Historia

### Fundación y crecimiento poblacional
Carúpano fue fundada como pueblo de misión el 23 de diciembre del año de 1647 por el Obispo Fray Damián López de Haro, con la construcción de una capilla en el incipiente caserío de Carúpano – Arriba bajo la advocación de Santa Cruz en la entonces Provincia de Nueva Andalucía; según lo descrito por el historiador Bartolomé Tavera Acosta en su libro Historia de Carúpano, el terreno en donde fue edificada la actual ciudad, era propiedad del teniente coronel Carlos Navarro Gómez de Saa, comprendido junto con otros valles circunvecinos en las tierras que les concedió el Rey a mediados del siglo XVIII.
El origen del vocablo es netamente indígena, el cual ha sufrido alteración en su origen y por consiguiente en la escritura castellana. El verdadero término es Karú – Pana, que significa 'casa de tierra' o 'tierra que tiene casa' en lenguaje Uainimanes (Nu – Aruak).
Para 1647 existían algunos caseríos en los valles vecinos, como Carúpano – Arriba, Macarapana, Guayacán, Areocuar, Caratacuar, todos pertenecientes a Puerto Santo, primera Parroquia eclesiástica que se erigió por aquellos contornos. Cuando se creó la Parroquia de San José de Areocuar, esas comunidades fueron separadas de la Parroquia de Puerto Santo y pasaron a formar parte de la Parroquia de San José. 
A partir de 1647, tras la visita de López de Haro, tres de las aldeas previamente señaladas —Carúpano Arriba, Guayacán y Macarapana—, que constituyeron el núcleo del actual Carúpano, iniciaron un lento proceso de expansión y fusión, avanzando de forma independiente hacia el actual puerto. A medida que crecía la población, los ranchos de bahareque y carata fueron delineando calles, bordeando las cuatro lagunas que ayudaron a definir el rostro de la ciudad: la gran Laguna de Manglares (El Mangle), que ocupaba las tierras bajas de la actual urbanización La Viña, cerca del cauce del río Rivilla; la laguna del puerto (El Bajo), que se extendía hasta las inmediaciones de la actual plaza Suniaga; la laguna ubicada al este del cerro El Vigía, en lo que hoy es el parque Miranda; y la de Boca de Río, donde desembocaba el caudal del Macarapana. 
Desde Carúpano Arriba hasta el puerto surgió la calle de Las Doncellas (más tarde llamada Las Flores o calle Úrica). Desde El Mangle hasta El Bajo, y de allí hacia Boca de Río, se extendía el Camino Real, luego conocido como Calle Real (actual calle Independencia). Años más tarde, la Calleja de Pueblo Nuevo (llamada también El Alacrán o Miranda) fue prolongada hasta la laguna de El Vigía.
El pueblo de Carúpano quedó establecido como parroquia eclesiástica en el año de 1742, un poco más abajo del caserío de Carúpano – Arriba, siguiendo el curso de su riachuelo. Bajo la advocación de Santa Rosa de Lima como patrona.
Por tal motivo los pueblos indígenas de Guayacán, Canchunchú, Cariaquito, Guayacancito, Cusma y Macarapana fueron separados de la parroquia de San José y anexados a Carúpano.

### Inmigración de corsos
El arraigo de los corsos en la zona de Paria del estado Sucre en Venezuela comienza a fines del siglo xviii después que empieza a observarse la tendencia de ubicarse en las islas cercanas, tales como Puerto Rico, Martinica, Guadalupe, Trinidad, Tobago y Granada. Debido a la necesidad de abastecerse de insumos (alimentos, madera, tabaco, ganado vacuno y otros) que podían conseguir en Paria por ser el sitio más cercano y que por otra parte estaban aislados dentro de la Provincia de Nueva Andalucía a la que pertenecían, los corsos comienzan las relaciones con los lugareños e impulsan el auge comercial. Por esta región comienza la entrada de corsos ya sea por Río Caribe, Güiria o por Carúpano, que eran ya puertos comerciales y así se fue levantando su economía propia, en donde se cultivaban la caña de azúcar, el café y el cacao, etc. 
Los franceses de origen corso, que comerciaban desde las islas Antillanas, vieron mejores posibilidades de radicarse en las tierras Continentales de Paria, donde había menos competencia. Muchos de ellos se convirtieron en agentes de casas comerciales. Se estima que los primeros en llegar fueron los Oletta, nombre también de un pueblo corso, ya que los recién llegados solían tomar el nombre de su pueblo de procedencia. Luego llegaron otros corsos, traídos bien por sus parientes ya establecidos en la región o por su propia cuenta, pero siempre estimulados por las noticias alentadoras que los primeros hacían llegar a Córcega.
Así, gran cantidad de franceses de origen corso vinieron a radicarse especialmente a esta zona del Estado Sucre, donde formaron hogares honorables y ofrecieron ejemplos de sentimientos generosos, de consagración al trabajo y voluntad de progresar en todas sus manifestaciones que aún hoy en día se hacen notar en los lugares donde se establecieron como en Carúpano, Río Caribe, El Pilar, Yaguaraparo, Irapa, Güiria y Cariaco entre otros. La técnica del cultivo del cacao fue mejorada por los corsos incrementando sensiblemente la producción. En ese período se observó un vigoroso desarrollo económico en Carúpano, que lo convierte en un puerto de gran actividad y dinamismo.

### Llegada de la Guerra de Independencia
El 7 de septiembre de 1814 Simón Bolívar suscribe el trascendental Manifiesto de Carúpano donde asume la total responsabilidad del fracaso de la Segunda República  exponiendo un mensaje optimista en un ambiente adverso, haciendo un llamado al rescate de las reservas morales del pueblo venezolano expresando “no comparéis vuestras fuerzas físicas con las enemigas, porque no es comparable el espíritu con la materia. Vosotros sois hombres, ellos son bestias, vosotros sois libres, ellos esclavos. Combatid pues, y venceréis. Dios concede la victoria a la constancia”.
La expedición pacificadora al mando del general Pablo Morillo toca tierra firme el 7 de abril de 1815 en Puerto Santo, cerca de Carúpano. Constaba de unos sesenta y cinco buques principales, de los cuales dieciocho eran de batalla incluyendo un navío de línea, el San Pedro de Alcántara, de sesenta y cuatro cañones. El total de la expedición entre la marinería, servicios logísticos y fuerza de combate sumaban unos 15 000 hombres, aunque el ejército destinado a combatir estaba formado por 10 612 hombres. Fue el mayor contingente militar que saldría de España en el curso de la guerra de independencia hispanoamericana.
El jefe supremo y capitán general de los Ejércitos de Venezuela y Nueva Granada, Simón Bolívar, habiendo partido de Haití el 31 de marzo de 1816, llega a Margarita y luego toma a Carúpano con 150 hombres el 1 de junio. Al día siguiente decreta la liberación de los esclavos, dicha misiva señala que “…la justicia, la política, y la Patria reclaman imperiosamente los derechos imprescindibles de la naturaleza, he venido en decretar, como decreto, la libertad absoluta de los esclavos que han gemido bajo el yugo español en los tres siglos pasados…”
En 1827, los corsos controlaban la actividad comercial y la exportación de cacao como rubro principal. Entre las familias corsas destacaban los Oletta, Morandi, Lucca, Franceschi, Paván, Luigi, Pietri, Padovani y Cipriani, entre otras. (Fragmentos de texto del Historiador Carlos Viso).
La importancia sociocultural y económica de Carúpano a finales del siglo XIX era notable ya que contaba con telégrafo, tranvía, teatro, bulevar, malecón y puerto; acueducto, fábrica de hielo, restaurantes, Colegio, Academia de música y periódico impreso. En Carúpano se instaló el terminal del primer cable submarino tendido desde el puerto de Le Havre, Francia.

### Desarrollo social, cultural y comercial de Carúpano

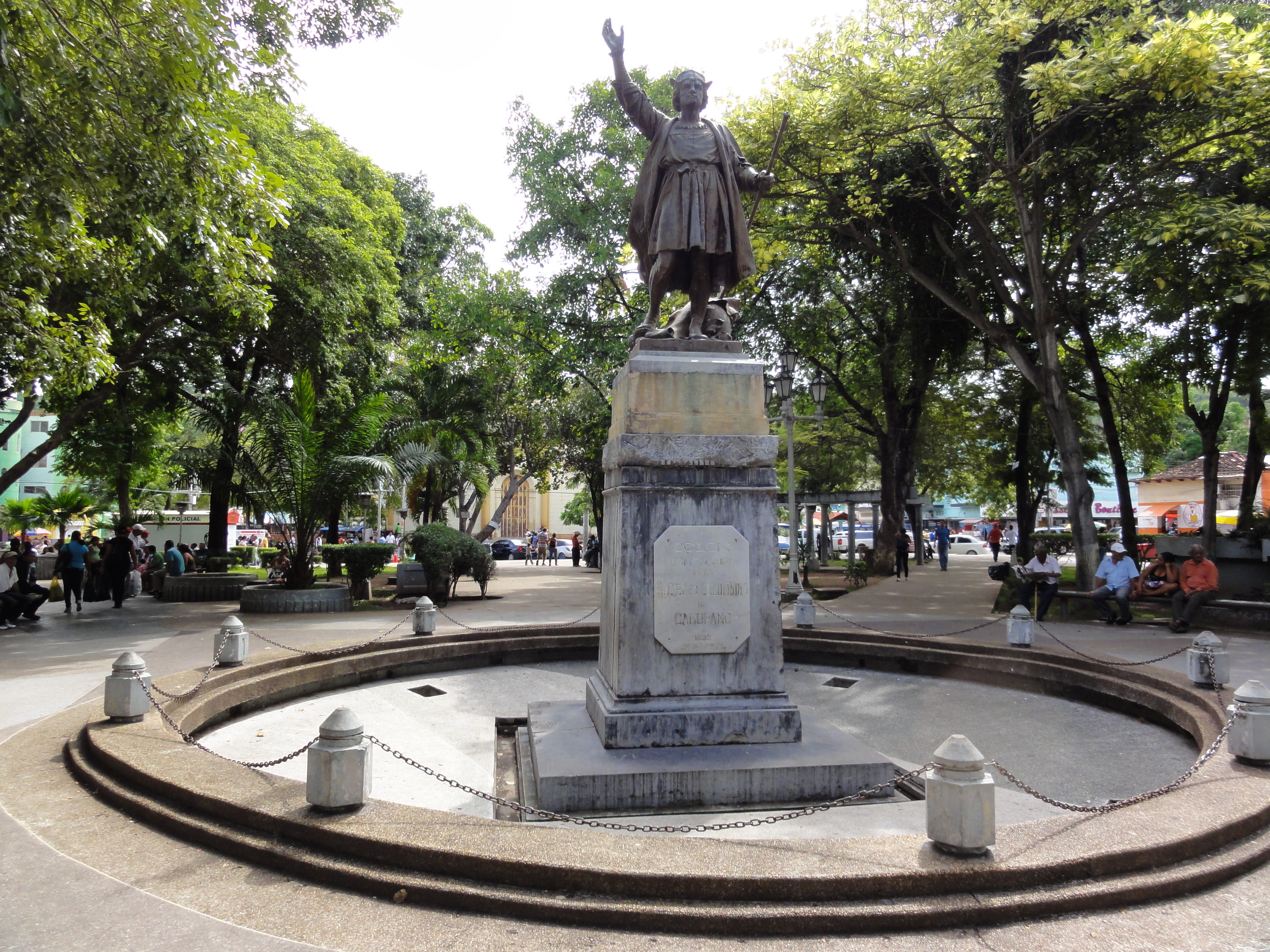
Plaza Colón de Carúpano, ubicada en los centros de comercios de la ciudad.

Carúpano tuvo un importante desarrollo social, cultural y comercial durante buena parte del siglo XIX y las primeras décadas del siglo XX. Inmigrantes europeos y sus descendientes dieron un lustre especial con trabajo, visión y esfuerzo coordinado a la pequeña ciudad, que pasó a ser referencia destacada del Oriente del país. Hubo una clase social distinguida que a la par de sus intereses en lo económico y productivo, se esforzó por mantener unos hábitos y una cultura urbana dentro de ciertos patrones referenciales de sus países europeos de origen.
Las casas comerciales fundadas por los miembros de esa clase social alta, “la crema”, como solía llamársele, tuvieron un rol fundamental en el apogeo y crecimiento del famoso Carúpano de ese tiempo.
Hacia fines del siglo XIX, Carúpano vivía un momento estelar. Comercios establecidos décadas atrás estaban en su mayor auge. “En 1893 los principales establecimientos comerciales eran los de T. Massiani & Ca.; Gerónimo Cerisola; J. Franceschi & Co. (firma pionera establecida en 1830); Julio Figuera & Cía.; J. M. Navarro y Cía.; Raffali Hnos.; Juan F. Benedetti, Vicentelli y Santelli; A. Lucca y Cía.; Joucla y Cía.; J. Orsini e Hijos; J. A. Auberon; etc.” (Rafael Cartay, La Construcción de la Modernidad. El caso de Carúpano: 1886-1900. ULA, 1990).
Asimismo, algunos de esos destacados comerciantes importadores y exportadores ocupaban puestos consulares: “En la ciudad había consulados de varios países, generalmente a cargo de los propios comerciantes de la plaza. Por ejemplo, para 1893 encontramos a Juan Antonio Orsini representando a Francia y a Estados Unidos, a Ignacio Marcano representando a Brasil, o al italiano Gerónimo Cerisola representando a España y México”.
Para el año de 1876, debido al intercambio comercial tan importante que existía con Europa, los gobiernos de Venezuela y Francia firman un convenio para la instalación del Cable Submarino, que serviría para mantener la comunicación vía telegráfica y que uniría las ciudades de Carúpano con Marsella. Se le otorga la concesión a la compañía "The West Indian and Panama Telgraph Cable Company de Londres" por 25 años y para finales de 1877 se tiene la instalación definitiva, pasando también el cable por la isla de Trinidad.
La Cámara de Comercio, creada el 8 de junio de 1895, instalada dos años después de la de Caracas, fue la primera del país. Esta Cámara estaba presidida por Juan Antonio Orsini.” (Rafael Cartay, La Construcción de la Modernidad. El caso de Carúpano: 1886-1900. ULA, 1990).
En 1892 se creó la Sociedad Colombina de Carúpano, destinada a auspiciar las celebraciones relativas al Cuarto Centenario de la llegada de Cristóbal Colón a tierras americanas. Como parte de los logros alcanzados por dicha Sociedad, se encargó a Europa e instaló una estatua pedestre de Cristóbal Colón en la céntrica plaza que llevaría su nombre desde entonces, epicentro comercial de la ciudad hasta el presente.
Hubo también, como parte del auge social mencionado, un distinguido Club, el “Cercle Français” (Círculo Francés), fundado en 1883 por la gran población corsa (francesa) residente en Carúpano y otras ciudades vecinas como Río Caribe, auspiciante de tantas acciones emblemáticas.

### Época moderna

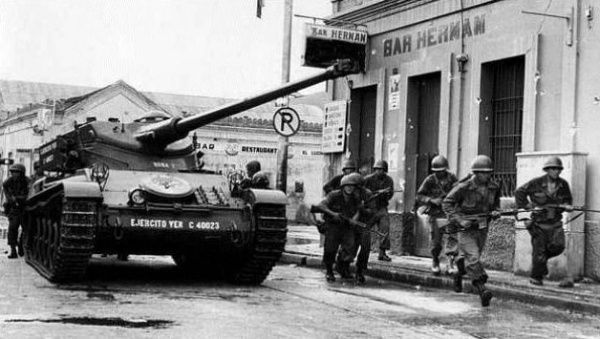
El Carupanazo.

El 4 de mayo de 1962, militares rebeldes en contra del gobierno de Rómulo Betancourt, toman la ciudad. Los insurgentes, al mando del Capitán Jesús Teodoro Molina Villegas, el Mayor Pedro Vegas Castejón, Capitán Omar Echeverría y el Teniente Héctor Fleming Mendoza ocuparon las calles y edificios importantes, el aeropuerto, y una estación de radio, Radio Carúpano, que utilizaron para transmitir su mensaje, llamándose el "Movimiento de Recuperación Democrática". El presidente Betancourt demandó la rendición de los alzados, pero al mismo tiempo ordenó que la Fuerza Aérea atacara la ciudad y la Marina a bloquear el puerto en una operación llamada "Operación Tenaza". Al día siguiente, el gobierno fue capaz de tomar control sobre Carúpano y sus alrededores, arrestando a más de 400 militares y civiles involucrados en la rebelión. Este hecho se conoce en la historia de Venezuela como El Carupanazo.
Inicialmente el Municipio Autónomo Bermúdez, en su anterior denominación de Distrito estaba constituido por tres parroquias: Santa Rosa, Santa Catalina y Sabaneta (hasta finales del siglo XIX). Luego pasó a estar integrado por las parroquias Santa Rosa, Santa Catalina, Santa Teresa (antes Sabaneta) y San José (parroquia foránea). Esta denominación cambia al crearse el Distrito Andrés Mata (capital San José), quedando de esta manera constituido el Municipio Bermúdez (capital Carúpano) con una superficie de 180,53 km² (kilómetros cuadrados), conformado por las parroquias Santa Rosa, Santa Catalina, Santa Teresa, Bolívar (Playa Grande) y Macarapana, y una población de aprox. 144 000 habitantes (2005), según documentos de la Alcaldía. El 9 de julio de 1997, un fuerte terremoto estremeció el oriente. El epicentro estuvo ubicado muy cerca de la población de Cariaco a pocos minutos de Carúpano, donde hubo los mayores daños a la población.

## Clima
Posee un clima tropical, por estar ubicada a orillas del mar Caribe a escasos metros sobre el nivel del mar, acentuado por los Vientos alisios que disminuyen la temperatura de manera considerable a la que normalmente debería estar expuesta la ciudad. Las temperaturas más altas suelen variar, siendo entre 30-35 °C las más altas, con máximas de hasta 39 °C y mínimas que rondan los 20-25 °C con mínimas registradas de hasta 18 °C.
| Parámetros climáticos promedio de Carúpano | Parámetros climáticos promedio de Carúpano | Parámetros climáticos promedio de Carúpano | Parámetros climáticos promedio de Carúpano | Parámetros climáticos promedio de Carúpano | Parámetros climáticos promedio de Carúpano | Parámetros climáticos promedio de Carúpano | Parámetros climáticos promedio de Carúpano | Parámetros climáticos promedio de Carúpano | Parámetros climáticos promedio de Carúpano | Parámetros climáticos promedio de Carúpano | Parámetros climáticos promedio de Carúpano | Parámetros climáticos promedio de Carúpano | Parámetros climáticos promedio de Carúpano |
| Mes                                        | Ene.                                       | Feb.                                       | Mar.                                       | Abr.                                       | May.                                       | Jun.                                       | Jul.                                       | Ago.                                       | Sep.                                       | Oct.                                       | Nov.                                       | Dic.                                       | Anual                                      |
| ------------------------------------------ | ------------------------------------------ | ------------------------------------------ | ------------------------------------------ | ------------------------------------------ | ------------------------------------------ | ------------------------------------------ | ------------------------------------------ | ------------------------------------------ | ------------------------------------------ | ------------------------------------------ | ------------------------------------------ | ------------------------------------------ | ------------------------------------------ |
| Temp. máx. media (°C)                      | 28                                         | 30                                         | 32                                         | 31                                         | 33                                         | 33                                         | 34                                         | 33                                         | 32                                         | 35                                         | 34                                         | 33                                         | 32.3                                       |
| Temp. media (°C)                           | 24                                         | 25                                         | 26                                         | 27                                         | 26                                         | 25                                         | 26                                         | 26                                         | 27                                         | 29                                         | 27                                         | 28                                         | 26.3                                       |
| Temp. mín. media (°C)                      | 19                                         | 20                                         | 20                                         | 21                                         | 19                                         | 20                                         | 19                                         | 20                                         | 21                                         | 22                                         | 21                                         | 19                                         | 20.1                                       |
| Lluvias (mm)                               | 5                                          | 11                                         | 16                                         | 14                                         | 24                                         | 88                                         | 155                                        | 178                                        | 169                                        | 68                                         | 48                                         | 25                                         | 801                                        |
| Horas de sol                               | 199                                        | 201                                        | 215                                        | 191                                        | 220                                        | 176                                        | 166                                        | 180                                        | 189                                        | 205                                        | 190                                        | 175                                        | 2307                                       |
| Humedad relativa (%)                       | 81                                         | 83                                         | 85                                         | 82                                         | 84                                         | 83                                         | 85                                         | 86                                         | 84                                         | 84                                         | 82                                         | 82                                         | 83.4                                       |
| [cita requerida]                           |                                            |                                            |                                            |                                            |                                            |                                            |                                            |                                            |                                            |                                            |                                            |                                            |                                            |

## Gobierno municipal
Los primeros alcaldes del Municipio Bermúdez fueron:
- Carlos Monasterio
- Juan Márquez Albornez
- Leonardo Ávila
- Arturo Hurtado
- Claudio Marín
- José Ramón Regnault
- Julio Rodríguez
- Nircia Villegas
- Julio Rodríguez (Actualmente Ejerciendo)

## Himno de Carúpano
Este himno es un canto a Carúpano
Letra: Gabriel Dario López
Música: Luis A. León
Declarado por el ilustre Concejo Municipal de Bermúdez
El 23 de diciembre de 1972
CORO
Carúpano: a las faldas de tu siete colinas,
Con tus playas y ríos bajo un cielo estelar,
Te duermes al arrullo de las aves marinas
Y despiertas al beso de las olas del mar.
I
Está llena tu historia de gloriosos anales
Que ciñen a tu frente de lauros de honor,
Cuando en aquellos días te enfrentas a Morales
Y marchas al suplicio con firmeza y valor.
II
Tus tierras que producen el pan de cada día,
Al golpe del arado que empuña el labrador,
Levantan a los cielos cual santa eucaristía
La hermosura del fruto, de la espiga y la flor.
CORO
Carúpano: a las faldas de tu siete  colinas,
Con tus playas y ríos bajo un cielo estelar,
Te duermes al arrullo de las aves marinas
Y despiertas al beso de las olas del mar.
III
Tus mujeres altivas, abnegadas y hermosas
Llevan siempre prendida la fe en el corazón,
Por eso en tus jardines se dan mejor las rosas
Y el canto de las aves parece una oración.
IV
Siempre vas adelante mirando hacia el futuro,
Ni te arredra la noche, ni te aflige el dolor;
Y a medida que avanzas, el horizonte oscuro
Se va tornando en cáliz de puro resplandor
CORO
Carúpano: a las faldas de tu siete colinas,
Con tus playas y ríos bajo un cielo estelar,
Te duermes al arrullo de las aves marinas
Y despiertas al beso de las olas del mar.

## Puerto de Carúpano

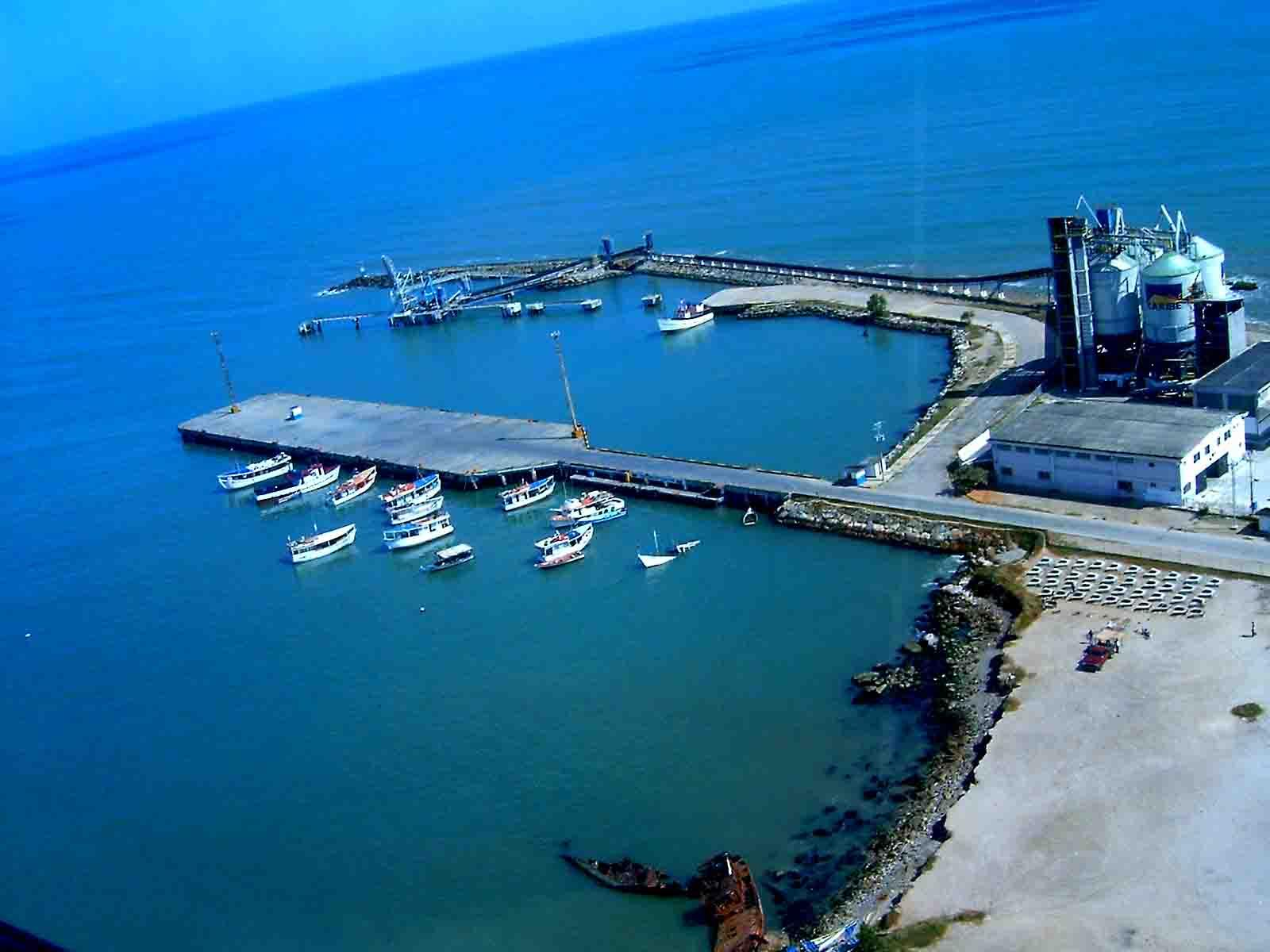
Puerto de Carúpano

El Puerto de Carúpano está ubicado en la Av. Perimetral, cruce calle La Marina, en el extremo oeste de la Bahía Hernán Vásquez. Dicho puerto dista 100 millas náuticas del Puerto de Guaraguao a los campos gasíferos de Dragón, Patao, Mejillones y Río Caribe, facilitando las operaciones de PDVSA Producción División Costa Afuera, de asistencia y suministro de insumos, generando grandes ahorros.

### Características generales
Muelle: 246 m (metros) para uso internacional, y 98 m destinados al movimiento de cabotaje y pesca. Plataforma del muelle: 28 m de ancho.
Actualmente el puerto cuenta con un calado promedio de 5 m en el canal de acceso, y en el lado oeste de la plataforma del muelle, permitiendo realizar maniobras seguras a las embarcaciones.

## Aeropuerto Nacional
El Aeropuerto de Carúpano "General José Francisco Bermúdez" Código IATA: CUP, código OACI: SVCP, 
Se trata de un pequeño aeropuerto ubicado en el sector Bello Monte de la ciudad. Cuenta con más de 70 años de historia aeronáutica. En la actualidad, a pesar de seguir oficialmente en funcionamiento, no se realizan vuelos comerciales de pasajeros de manera permanente.

## Economía
El cacao, café, azúcar, algodón, y ron han sido importantes exportaciones de la región de Paria, y de las cuales Carúpano sirve como centro comercializador desde tiempos coloniales. Carúpano es la sede de centros de procesamiento de marcas como Ron Carúpano y Ron El Muco; así como de la planta Productos Piscícolas (Propisca), dedicada a la producción de sardinas y pepitonas y perteneciente al Grupo Eveba Venezuela. Sin embargo, la principal actividad económica del municipio es el comercio al ser el principal centro que sirve a poblaciones como Cariaco, El Pilar, Río Caribe, Yaguaraparo e Irapa. Carúpano tiene una importante actividad turística tanto a nivel regional como a nivel nacional e internacional. Aunque afectada por la reciente crisis económica, Carúpano es el principal centro de paso previo para destinos turísticos en como Playa Medina, Pui Puy, Caguaramas del Sotillo o Playa Uva (en el aledaño Municipio Arismendi); aguas termales y pozas  como Aguascalientes y las Aguas de Moisés en los municipios Benítez y Ribero). Igualmente, cuenta con una modesta pero constante afluencia turística propia proveniente de los Estados Monagas y Bolívar. La producción artesanal de encurtidos, chorizos y morcilla así como la dulcería autóctona tiene gran importancia en la economía de los estratos más desfavorecidos de la población. 

## Turismo
Carúpano es un punto de partida para visitar tanto la península de Araya como la de Paria. Un centro turístico muy visitado es la casa del cable, donde llegó el primer cable submarino entre Europa y América, uniendo el puerto francés de Le Havre con Carúpano a finales del siglo XIX. Hoy en día esa casa sirve de sede a la Fundación Tomás Merle y del Proyecto Paria, iniciativas que han sido premiadas en el extranjero.
El puerto de Carúpano fue el puerto marítimo más importante de Venezuela, pero actualmente no posee servicio de transporte de ferry con la isla de Margarita. Desde julio de 2012 el aeropuerto de Carúpano está limitado al uso por parte de la empresa estatal PDVSA. Los carnavales de Carúpano han sido declarados los más famosos de Venezuela por su elegancia y manifestación popular.

## Sistema de transporte público

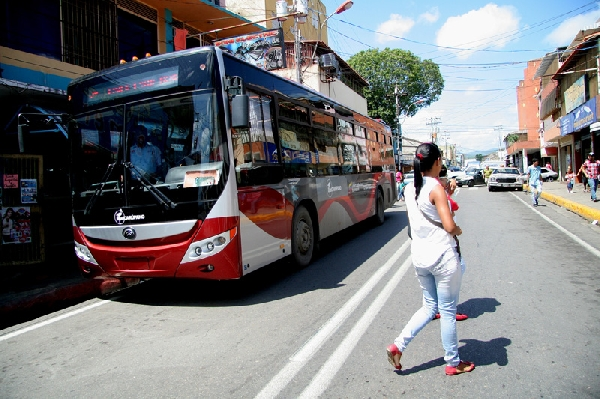
BusCarúpano, Avenida Juncal de Carúpano.

Actualmente la ciudad de Carúpano cuenta con el sistema de transporte público "BusCarúpano" es un sistema que fue inaugurado en julio de 2014 con autobuses marca "Yutong" que fueron traídos de la República Popular de China mediante un convenio con la República Bolivariana de Venezuela dotadas con aire acondicionado, Gps, sistema de cámaras de seguridad. Contando en ese entonces con 1 ruta.

### Rutas Actuales
BusCarúpano esta actualmente conformada por 8 rutas Urbanas y 2 Suburbanas.
- Ruta 0501: Guayacán de las Flores - Centro
- Ruta 0502: Playa Grande - Centro
- Ruta 0503: Charallave - Centro
- Ruta 0504: Macarapana - Centro
- Ruta 0505: Guaca - Centro
- Ruta 0506: El Muco - Centro
- Ruta 0507: San Martín - Centro
- Ruta 0508: Canchunchú - Centro
- San José de Aerocuar - Carúpano
- Cariaco - Carúpano

Carúpano También Cuenta con el Sistema "BusParia", inaugurado en junio de 2016, el cual es un Sistema de Transporte Interurbano. Cuenta con rutas desde Carúpano hasta diferentes ciudades y pueblos de la zona de paria:
- Río Caribe - Carúpano
- Tunapuy - Carúpano
- Yaguaraparo - Carúpano
- Irapa - Carúpano
- Güiria - Carúpano

## Problemas actuales
En la actualidad Carúpano se enfrenta problemas principalmente derivados del casi completo cese de actividades de su puerto marítimo y su aeropuerto. Dicha situación la hacen dependiente a la ciudad del transporte terrestre de mercancías y pasajeros, el cual  se ha visto en años recientes susceptible de interrupciones de tráfico en distintos puntos de las carreteras que unen a la ciudad con Cumaná y con Maturín por protestas espontáneas. Además sufre problemas de abastecimiento de agua (nulo suministro de agua potable) y problemas eléctricos como "bajones de luz" y cortes de suministros en zonas densamente pobladas de la ciudad.
Las aguas cercanas a la ciudad y al puerto se encuentran seriamente contaminadas debido a vertederos espontáneos de desechos sólidos y líquidos ocasionados por la inconsciencia ciudadana y la poca visión conservacionista. Los ríos que corren a través de la ciudad, el Rivilla y el Candoroso, han visto reducidos intensamente sus caudales por el estancamiento de sus cauces, pasando a ser sólo riachuelos contaminados. 
El servicio de transporte público se encuentra sobrecargado debido a escasas unidades y un sector del transporte "cooperativo" afectado fuertemente por un parque automotor anticuado, una oferta insuficiente de repuestos dependiente en su mayoría de gestiones públicas, y un  mantenimiento y/o reposición de las unidades insuficiente para las necesidades de transporte de la población.

## Patrimonio

### La Casa del Cable
La Casa del Cable o La Casa del Cable Francés, como también se conoció, se convirtió hace más de un siglo en la sede de las oficinas que operaban el primer cable submarino entre Europa (Le Havre) y Sudamérica (Venezuela). Para 1996, un siglo más tarde, fue instalada en la Casa del Cable la primera computadora con servicio de Internet en Paria, proyectando con esto la importancia de la casa como sede de dos sistemas modernos de comunicaciones en dos épocas distintas. Esta casa es actualmente sede de la Fundación Prosperi, la Fundación Merle y el Proyecto Paria.

### Museo Histórico de Carúpano
En la esquina que forma la Av. Independencia y el callejón Santa Rosa se encuentra el Museo Histórico de Carúpano, una hermosa construcción colonial llamada Casa Massiani y que desde 1995 alberga al museo que incluye colecciones de objetos, documentos, mobiliario y piezas arqueológicas. Esta casa además de haber sido una casa de familia, también funcionó como casa comercial, biblioteca y clínica.

### "Negritos de Cerisola"

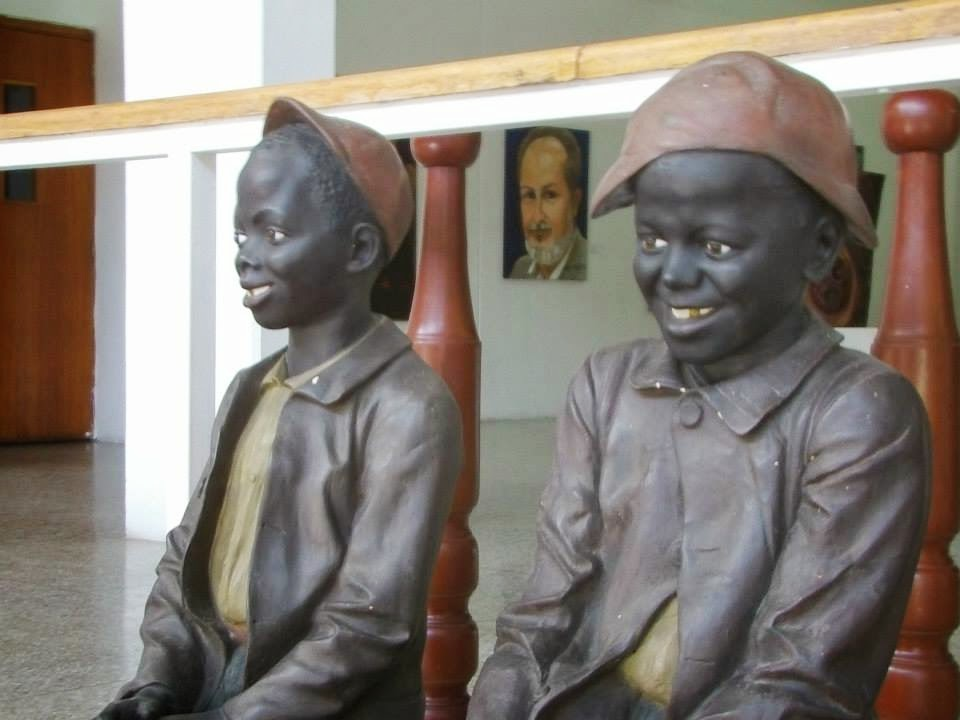
Negritos de Cerisola, en el ingreso del Ateneo de Carúpano.

Famosas esculturas pertenecientes a la familia Cerisola, de la cual deriva su nombre. Fueron elaboradas a principios del siglo XX por el escultor catalán residenciado en Caracas, Ángel Cabré (padre del pintor Manuel Cabré) a solicitud de Don Octavio Cerisola Ruiz. Las esculturas, un par de niños negros sentados y descalzos, estuvieron colocadas en uno de los ventanales de la casona de la familia Cerisola, a pocos metros de la Plaza Colón de Carúpano, donde se ubicaron igualmente durante mucho tiempo la firma comercial de esta "La Casa Dorada", y los consulados de España y México, de los cuales era Octavio cónsul y vicecónsul respectivamente. Desde ese sitio, a través de esas ventanas, los "Negritos", fueron la delicia y referencia de generaciones. Mucho tiempo luego de cerrada la casa comercial, el Ateneo de Carúpano solicita en concesión las imágenes a la familia Cerisola. De esa manera, las legendarias imágenes son restauradas y colocadas durante la década de 1980, en el Hall de ingreso del recinto cultural, desde donde vuelven a sonreír para la historia, el presente y el futuro de la ciudad. En 2010, los "Negritos de Cerisola" fueron declarados "Emblema oficial de Carúpano", por el Cabildo de esta ciudad. 

### Templos y capillas
- Capilla Santa Cruz (Carúpano - Arriba) fue la primera en erigirse en el año 1647
- Templo Catedral Santa Rosa de Lima año 1742 (original), año 1969 (actual)
- Templo Santa Catalina de Siena año 1920
- Capilla Santa Cruz (El Mangle)
- Capilla Santa Cruz (Guayacán de los Pescadores)
- Capilla San Martín de Porres (San Martín) 1970
- Capilla Santa Teresa de Jesús (Tío Pedro)

## Templos y capillas

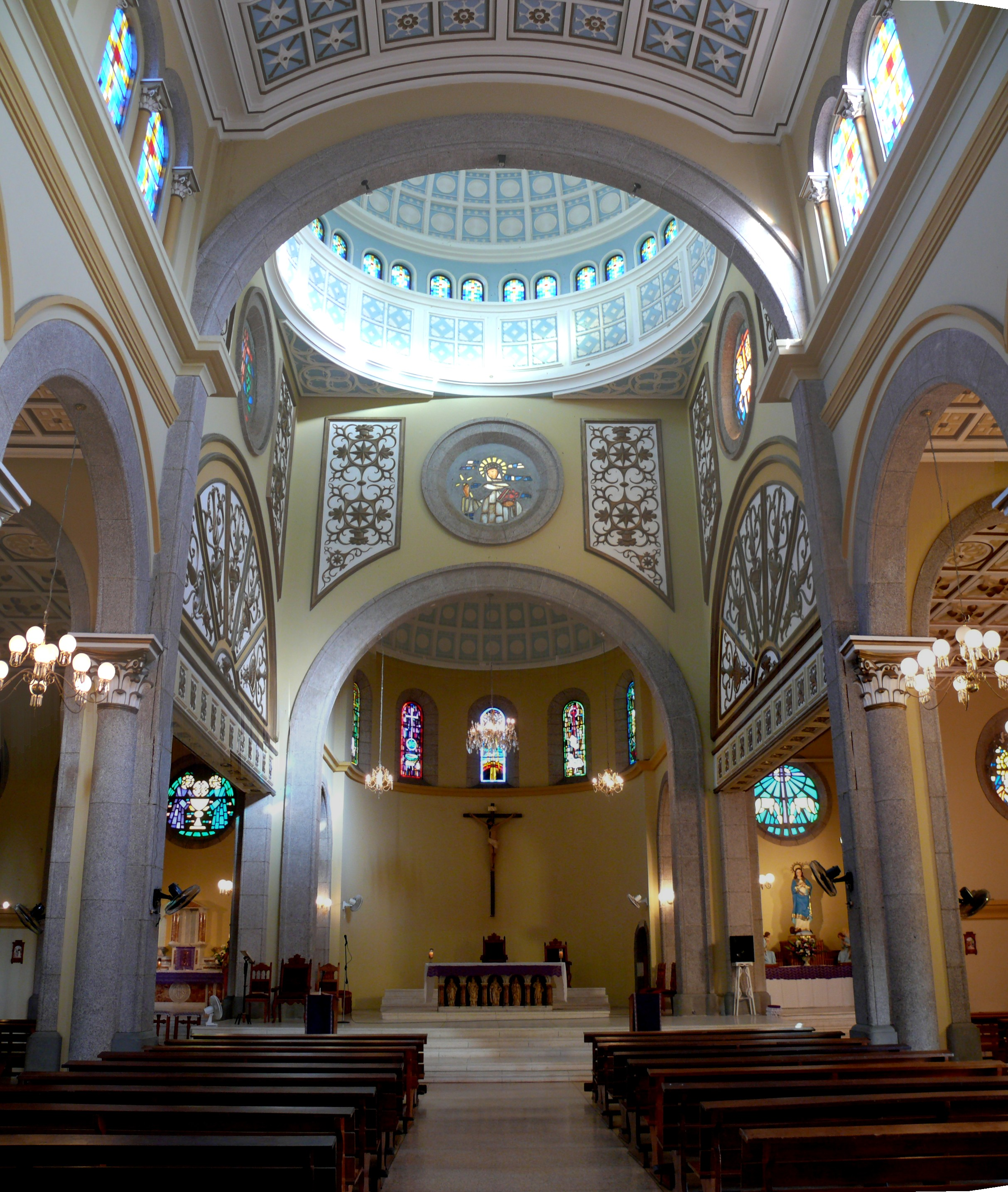
Catedral de Santa Rosa de Lima

Iglesias y capillas principales de Carúpano en el Municipio Bermúdez
- Templo Catedral Santa Rosa de Lima.
- Templo Masónico de Carúpano.
- Templo Santa Catalina de Siena
- Templo San Martín De Porres.
- Templo Nuestra Señora de Coromoto.
- Templo San Judas Tadeo (Guayacán de la Flores)
- Templo San Rafael Arcángel (Playa Grande).
- Templo La Divina Misericordia (Canchunchú Nuevo).
- Templo Nuestra Señora De Lourdes (Canchunchú Florido, "Charallave").
- Capilla Santa Cruz (Carúpano - Arriba).
- Capilla Santa Cruz (El Mangle).
- Capilla Santa Cruz (Guayacán de los Pescadores).
- Templo San Martín de Porres (San Martín).
- Capilla Nuestra Señora del Valle (El Valle).
- Templo San Isidro Labrador (El Muco).
- Templo Santísima Trinidad (Macarapana).
- Capilla Santa Teresa de Jesús (Tío Pedro).
- Capilla Santa Cruz (El Tigre).
- Capilla San Antonio de Padua (Suniaga).
- Capilla Nuestra Señora del Carmen (Canchunchú Viejo).
- Capilla Santa Cecilia (Primero de Mayo).
- Capilla Santa Inés del Monte (Macarapana)
- Capilla San Andrés (Macarapana)